# The Wild Wild West Revisited
The Wild Wild West Revisited è un film per la televisione statunitense del 1979 diretto da Burt Kennedy.
È un fantawestern basato sulla serie televisiva Selvaggio west (The Wild Wild West, 1965-1969) che vede riunita la coppia di attori Robert Conrad e Ross Martin nei ruoli degli investigatori Jim West e Artemus Gordon nel vecchio West. In questo "revival" i due devono fermare Miguelito Loveless Junior, intenzionato a conquistare il mondo clonando i principali leader. Fu seguito dal film per la TV More Wild Wild West (1980).

## Produzione
Il film, diretto da Burt Kennedy su una sceneggiatura di William Bowers, fu prodotto da Robert L. Jacks per la Columbia Broadcasting System e girato negli Old Tucson Studios a Tucson in Arizona.

## Distribuzione
Il film fu trasmesso negli Stati Uniti il 9 maggio 1979 sulla rete televisiva CBS. È stato distribuito anche in Germania con il titolo Zwei retten die Welt.

## Promozione
La tagline è: "James West And Artemus Gordon Return!".

## Critica
Secondo Fantafilm, il film, ispirato alla serie TV, "pur rifacendosi agli schemi collaudati dei telefilm, si spinge con divertito umorismo sui sentieri della parodia del fantaspionaggio".